# Saint-Colomban, Loire-Atlantique
Saint-Colomban är en kommun i departementet Loire-Atlantique i regionen Pays de la Loire i nordvästra Frankrike. Kommunen ligger i kantonen Saint-Philbert-de-Grand-Lieu som tillhör arrondissementet Nantes. År 2022 hade Saint-Colomban 3 499 invånare.

## Befolkningsutveckling
Antalet invånare i kommunen Saint-Colomban
| Referens: INSEE |